# Рођенданска торта
Рођенданска торта је торта која се једе као део рођенданске прославе. Иако не постоји стандард за рођенданске торте, то су обично високо украшене торте прекривене глазуром, које често садрже рођенданске жеље (попут „Срећан рођендан“) и име слављеника. У многим културама такође је уобичајено да се рођенданска торта служи са малим упаљеним свећама на врху, посебно у случају рођендана детета. Варијације укључују капјекове, пецива и тартове. Укус је обично ваниле са слађим наговештајима који подразумевају мрвице.

## Историја
Рођенданске торте су део прославе рођендана у западноевропским земљама од средине 19. века.  Међутим, веза између торти и рођенданских прослава можда датира још од античких римских времена; у класичној римској култури колачи су се повремено служили на посебним рођенданима и на свадбама. То су били пљоснати кругови од брашна и орашастих плодова, уквашени квасцем и заслађени медом.
У 15. веку, пекаре у Немачкој почеле су да продају и једнослојне торте за рођендане купаца поред торти за свадбе. Током 17. века рођенданска торта је попримила свој савремени облик. Ове сложене торте имале су многе аспекте савремене рођенданске торте, попут више слојева, глазура и украса. Међутим, ови колачи су били доступни само веома богатим. Рођенданске торте постале су доступне нижој класи као резултат индустријске револуције и ширења више материјала и робе.

## Рођенданске свеће и савремени обреди
Пракса сервирања торте на рођендане је уобичајена у многим културама. У савременим западним културама, рођенданске торте за децу често су преливене малим свећама, причвршћене посебним држачима или једноставно утиснуте у торту. На Западу, број свећа често одговара старости појединца који се слави, повремено са једним додатним за срећу.  Све популарнија алтернатива је употреба свећа у облику цифара година слављеника. Прскалице се такође могу користити уместо традиционалних воштаних свећа.
Торта се обично поклања са упаљеним свећама, при чему је уобичајено да гости углас певају рођенданску песму. По завршетку песме, слављеник се традиционално подстиче да угаси свеће и зажели жељу, за коју се сматра да ће се остварити ако се све свеће угасе у једном даху. Још једно уобичајено сујеверје каже да се жеља мора изразити у тишини, а не да се дели ни са ким.

### Теорије о пореклу
Упркос чињеници да је тачно порекло ритуала рођенданских свећа непознато, постоји више теорија које покушавају да објасне ову традицију.
Једна теорија која објашњава традицију стављања свећа на рођенданске торте приписује се старим Грцима, који су користили свеће у част рођења богиње Артемиде шестог дана сваког лунарног месеца. Веза између њеног надзора над плодношћу и рођенданске традиције свећа на тортама, међутим, није утврђена.
У Немачкој из 18. века, историја свећа на тортама може се пратити до Киндерфеста, прославе рођендана за децу.  Ова традиција такође користи свеће и колаче. Немачка деца су одведена у простор налик позоришту. Тамо су могли слободно да прославе још једну годину на месту где су Немци веровали да одрасли штите децу од злих духова који покушавају да им украду душе. У то време није било традиције да се доносе поклони на рођендан; гости би само доносили добре жеље за рођенданску особу. Међутим, ако је гост донео поклоне, сматрало се да је то добар знак за особу чији је рођендан. Касније је цвеће постало прилично популарно као рођендански поклон. 
- Године 1746. одржан је велики рођендански фестивал грофа Лудвига фон Цинцендорфа у Бидингену. Ендрју Фреј је детаљно описао забаву и помиње, „постојала је торта велика колико се могла наћи рерна да је испече, и рупе направљене у торти у складу са годинама старости особе, где је свака имала свећу забодену у њу и један у средини." [5]
- Јохан Волфганг фон Гете, који је 24-30. августа 1801. провео у Готи као гост принца Августа од Сакс-Гота-Алтенбурга, приповеда о свом 52. рођендану 28. августа: „Када је дошло време за десерт, цела принчева ливреја у потпуности Регалије су ушле, предвођене мајордомом. Носио је великодушну торту са разнобојним упаљеним свећама – око педесетак свећа – које су почеле да се топе и претиле су да изгоре, уместо да има довољно места за свеће које указују на предстојеће године, као што је случај са дечјим свечаностима ове врсте“. [6] Као што показује извод, тадашња традиција је била да се на торту ставља по једна свећа за сваку годину живота појединца, тако да би број свећица на врху торте представљао старост коју је неко достигао; понекад би рођенданска торта имала неке додатне свеће 'које указују на предстојеће године.'

Позивање на традицију дувања свећа документовано је у Швајцарској 1881. Истраживачи за Folk-Lore Journal забележили су разна „сујеверја” међу швајцарском средњом класом. Једна изјава је описала рођенданску торту као упаљене свеће које одговарају свакој години живота. Ове свеће је требало да угаси, појединачно, особа која се слави. 

### Бактериологија
У јуну 2017. истраживачи са Клемсона су известили да неки појединци таложе велики број бактерија на глазуру торте када дувају свеће. Открили су да је у просеку тај чин повећао количину бактерија за 14 пута, али је један од истраживача описао ово као "не велику бригу за здравље".

## Рођенданске торте у различитим културама
Постоји много варијанти слаткиша који се једу широм света на рођендане. Кинеско рођенданско пециво је shòu bāo или shòu táo bāo, лепиња пуњена пастом направљена од пшеничног брашна и обликована и обојена да подсећа на брескву. Уместо да послужи једно велико пециво, сваком госту се служи сопствени мали shòu bāo. У западној Русији рођенданској деци служе воћне пите са рођенданском честитком урезаном у коре. Шведска рођенданска торта је често преливена марципаном и украшена националном заставом. Холандска рођенданска пецива су воћни колачи преливени шлагом. У Индији је врло мало људи који славе рођендане у селима, али у градовима и местима рођенданске торте се конзумирају слично као у западним земљама, посебно међу људима са високим образовањем.